# Лимбажи
Лимбажи (лет. Limbaži, рус. Лимбажи) су један од значајних градова у Летонији. Лимбажи су седиште истоимене општине Лимбажи.

## Природни услови
Лимбажи су смештени у северном делу Летоније, у историјској покрајини Видземији. Од главног града Риге град је удаљен 90 километара северно.
Град Лимбажи се сместио у равничарском подручју, на приближно 70 метара надморске висине. Град се развио на укрштању више важних путева.

## Историја
Први помен Лимбажа везује се за средњи век (1385. г.).

## Становништво
Лимбажи данас имају мање око 8.500 становника и последњих година број становника опада.
Матични Летонци чине већину (87%) градског становништва Лимбажа, док остатак чине махом Руси (10%).